# Sander Boschker
Sander Bernard Jozef Boschker (Lichtenvoorde, 20 oktober 1970) is een Nederlands voormalig voetballer en huidig materiaalman die speelde als doelman. Hij speelde in totaal 696 officiële wedstrijden in het eerste elftal van FC Twente. Op 1 juni 2010 kwam hij een keer in actie in het Nederlands voetbalelftal in een oefenwedstrijd tegen Ghana.

## Clubcarrière

### FC Twente (eerste periode)
Boschker speelde in zijn jeugd bij amateurclub Longa '30 uit Lichtenvoorde en maakte op zijn zestiende de overstap naar de jeugd van FC Twente. Vanaf seizoen 1989/90 maakte hij als reservedoelman deel uit van de eerste selectie. Bij afwezigheid van eerste doelman Hans de Koning maakte Boschker op 26 november 1989 zijn Eredivisiedebuut voor FC Twente in een wedstrijd tegen Haarlem. In de met 2-2 geëindigde wedstrijd kreeg hij eigen doelpunten van Fred Rutten en André Karnebeek om de oren. Hij was lange tijd tweede doelman en zou pas in augustus 1991 zijn tweede wedstrijd spelen. Nadat De Koning wegens een ernstige blessure in de voorbereiding van het seizoen 1993/94 plotseling moest stoppen met betaald voetbal, werd Boschker de vaste waarde in het doel van Twente. In het seizoen 1996/97 werd het team aan de hand van de Duitse trainer Hans Meyer derde in de competitie.
Met Boschker in het doel won Twente in 2001 de KNVB beker. Hij eiste in de finale tegen PSV de hoofdrol voor zich op, door in de beslissende strafschoppenserie achtereenvolgens de penalty's van John de Jong, Ronald Waterreus en Joonas Kolkka te stoppen.

### AFC Ajax
In 2003 besloot Boschker zijn contract bij Twente niet te verlengen. Hij schermde met interesse vanuit Engeland, maar vertrok uiteindelijk naar Ajax, waar hij een contract voor twee jaar tekende. In zijn eerste jaar bij Ajax won hij het landskampioenschap. Hij speelde echter geen enkele officiële wedstrijd en zat als derde doelman achter Bogdan Lobonţ en Maarten Stekelenburg vaak niet eens op de reservebank. Na een jaar besloten Boschker en Ajax het contract te ontbinden.

### FC Twente (tweede periode)
Er was interesse van ADO Den Haag, maar in juni 2004 tekende Boschker een driejarig contract bij zijn oude ploeg FC Twente. In 2005 verlengde hij dit contract tot 2009.
Terug bij Twente werd Boschker opnieuw de eerste doelman. In de seizoenen 2005/06 en 2006/07 was hij tevens aanvoerder. Op 12 november 2006 speelde hij zijn 424e competitiewedstrijd voor FC Twente, waarmee hij het clubrecord van Epi Drost verbeterde. Onder trainer Fred Rutten, met wie Boschker in het begin van zijn carrière nog had samengespeeld, draaide Twente dat seizoen en het daaropvolgende seizoen mee in de top van de Eredivisie. In februari 2009 behaalde hij, nog steeds bij Twente, als tiende speler aller tijden de mijlpaal van 500 wedstrijden in de Eredivisie. Op 31 januari 2010 speelde Boschker zijn 529ste competitieduel voor FC Twente en werd daarmee de speler met de meeste eredivisiewedstrijden voor één en dezelfde club, een record dat hij overnam van PSV'er Willy van der Kuijlen.. Kort daarop verlengde Boschker zijn aflopende contract tot 2011. In het seizoen 2009/2010 werd Boschker landskampioen met FC Twente door te winnen met 2-0 tegen NAC. Dit was zijn 20ste seizoen bij FC Twente.
In seizoen 2010/2011 verloor Boschker zijn basisplaats bij FC Twente aan Nikolaj Michajlov. Wel maakte hij op 40-jarige leeftijd zijn Champions Leaguedebuut tegen Tottenham Hotspur FC. In deze wedstrijd kreeg hij na 11 minuten een doelpunt tegen, nadat hij, mede door het bevroren veld, een terugspeelbal van Peter Wisgerhof miste. In het seizoen stelde trainer Michel Preud'homme hem steevast in de KNVB beker op, wat uiteindelijk resulteerde in een plek in de finale. In maart 2011 verlengde hij zijn aflopende contract bij Twente met nog een jaar. Op 8 mei 2011 veroverde Boschker samen met FC Twente de KNVB beker 2010/11, door Ajax na verlenging met 3-2 te verslaan.
Seizoen 2011/12 stond voor Boschker vooral in het teken van revalideren. Nadat hij een blessure aan zijn linkerkuit had opgelopen, raakte hij eind november aan zijn rechterkuit geblesseerd. Op 18 maart 2012 speelde hij voor het eerst weer sinds zijn blessures. De thuiswedstrijd tegen Feyenoord was zijn 550e namens FC Twente in de Eredivisie. In juni 2012 verlengde Boschker zijn contract met nog een jaar bij FC Twente. Op 2 februari 2014 kondigde hij aan na afloop van het seizoen met voetballen te stoppen. Op 20 mei 2014 werd voor hem een speciale afscheidswedstrijd georganiseerd. In een uitverkochte Grolsch Veste werd een wedstrijd gespeeld tussen spelers die in 2001 (KNVB beker), 2010 (landskampioenschap) en 2011 (KNVB beker) een prijs wonnen met de club en spelers die in andere jaren voor Twente uitkwamen.

## Vervolgfuncties
Nadat hij zelf stopte met spelen, werd Boschker actief op de commerciële afdeling van FC Twente en keeperstrainer van het vrouwenelftal. In juli 2015 werd hij aangesteld als assistent-trainer bij Jong Twente.

## Interlandloopbaan

### Nederlands elftal
In 2008 hoorde Boschker tot de voorselectie van het Nederlands elftal voor het Europees kampioenschap 2008. Als vierde doelman viel hij af voor de definitieve selectie van bondscoach Marco van Basten.
Door bondscoach Bert van Marwijk werd Boschker bij de selectie van het Nederlands elftal voor het wereldkampioenschap 2010 gehaald. Op 1 juni 2010 maakte hij als invaller voor Michel Vorm in een oefenwedstrijd tegen Ghana zijn debuut voor Oranje. Met 39 jaar en 224 dagen was hij de oudste debutant in het Nederlands elftal, een record dat hij overnam van de bij zijn debuut 34-jarige Barry van Galen. Tevens werd Boschker de oudste speler aller tijden voor datzelfde elftal, een record dat daarvoor jarenlang in handen was Piet Kraak, die in 1959 38 jaar oud was in een interland tegen Noorwegen.
Het Nederlandse elftal behaalde met Sander Boschker in de selectie de finale van het wereldkampioenschap. Als derde doelman kwam hij echter niet tot spelen.
| Interlands van Sander Boschker voor Nederland | Interlands van Sander Boschker voor Nederland | Interlands van Sander Boschker voor Nederland | Interlands van Sander Boschker voor Nederland | Interlands van Sander Boschker voor Nederland | Interlands van Sander Boschker voor Nederland |
| №                                             | Datum                                         | Wedstrijd                                     | Uitslag                                       | Competitie                                    | Goals                                         |
| Als speler bij FC Twente                      | Als speler bij FC Twente                      | Als speler bij FC Twente                      | Als speler bij FC Twente                      | Als speler bij FC Twente                      | Als speler bij FC Twente                      |
| --------------------------------------------- | --------------------------------------------- | --------------------------------------------- | --------------------------------------------- | --------------------------------------------- | --------------------------------------------- |
| 1                                             | 1 juni 2010                                   | Nederland – Ghana                             | 4 – 1                                         | Vriendschappelijk                             | 0                                             |

## Erelijst
FC Twente
- UEFA Intertoto Cup: 2006
- KNVB beker: 2000/01, 2010/11
- Eredivisie: 2009/10
- Johan Cruijff Schaal: 2010, 2011

 Ajax
- Eredivisie: 2003/04

## Statistieken

### Club
| Seizoen         | Club            | Competitie      | Competitie | Competitie | Beker | Beker | Continentaal1 | Continentaal1 | Overig2 | Overig2 | Totaal | Totaal |
| Seizoen         | Club            | Competitie      | Wed.       | Dlp.       | Wed.  | Dlp.  | Wed.          | Dlp.          | Wed.    | Dlp.    | Wed.   | Dlp.   |
| --------------- | --------------- | --------------- | ---------- | ---------- | ----- | ----- | ------------- | ------------- | ------- | ------- | ------ | ------ |
| 1989/90         | FC Twente       | Eredivisie      | 1          | 0          | 0     | 0     | 0             | 0             | -       | -       | 1      | 0      |
| 1990/91         | FC Twente       | Eredivisie      | 0          | 0          | 0     | 0     | 0             | 0             | -       | -       | 0      | 0      |
| 1991/92         | FC Twente       | Eredivisie      | 23         | 0          | 1     | 0     | -             | -             | -       | -       | 24     | 0      |
| 1992/93         | FC Twente       | Eredivisie      | 9          | 0          | 1     | 0     | -             | -             | -       | -       | 10     | 0      |
| 1993/94         | FC Twente       | Eredivisie      | 34         | 0          | 2     | 0     | 2             | 0             | -       | -       | 38     | 0      |
| 1994/95         | FC Twente       | Eredivisie      | 31         | 0          | 5     | 0     | 2             | 0             | -       | -       | 38     | 0      |
| 1995/96         | FC Twente       | Eredivisie      | 23         | 0          | 6     | 0     | -             | -             | -       | -       | 29     | 0      |
| 1996/97         | FC Twente       | Eredivisie      | 34         | 0          | 3     | 0     | -             | -             | -       | -       | 37     | 0      |
| 1997/98         | FC Twente       | Eredivisie      | 34         | 0          | 5     | 0     | 6             | 0             | -       | -       | 45     | 0      |
| 1998/99         | FC Twente       | Eredivisie      | 34         | 0          | 4     | 0     | 4             | 0             | -       | -       | 42     | 0      |
| 1999/00         | FC Twente       | Eredivisie      | 34         | 0          | 4     | 0     | -             | -             | -       | -       | 38     | 0      |
| 2000/01         | FC Twente       | Eredivisie      | 34         | 0          | 6     | 0     | -             | -             | -       | -       | 40     | 0      |
| 2001/02         | FC Twente       | Eredivisie      | 33         | 0          | 1     | 0     | 4             | 0             | 1       | 0       | 39     | 0      |
| 2002/03         | FC Twente       | Eredivisie      | 32         | 0          | 2     | 0     | -             | -             | -       | -       | 34     | 0      |
| 2003/04         | Ajax            | Eredivisie      | 0          | 0          | 0     | 0     | 0             | 0             | -       | -       | 0      | 0      |
| 2004/05         | FC Twente       | Eredivisie      | 30         | 0          | 4     | 0     | -             | -             | -       | -       | 34     | 0      |
| 2005/06         | FC Twente       | Eredivisie      | 26         | 0          | 2     | 0     | -             | -             | 6       | 0       | 34     | 0      |
| 2006/07         | FC Twente       | Eredivisie      | 34         | 0          | 3     | 0     | 4             | 0             | 2       | 0       | 43     | 0      |
| 2007/08         | FC Twente       | Eredivisie      | 34         | 0          | 1     | 0     | 2             | 0             | 4       | 0       | 41     | 0      |
| 2008/09         | FC Twente       | Eredivisie      | 29         | 0          | 6     | 0     | 9             | 0             | -       | -       | 44     | 0      |
| 2009/10         | FC Twente       | Eredivisie      | 34         | 0          | 2     | 0     | 11            | 0             | -       | -       | 47     | 0      |
| 2010/11         | FC Twente       | Eredivisie      | 4          | 0          | 6     | 0     | 2             | 0             | 0       | 0       | 12     | 0      |
| 2011/12         | FC Twente       | Eredivisie      | 8          | 0          | 0     | 0     | 0             | 0             | 2       | 0       | 10     | 0      |
| 2012/13         | FC Twente       | Eredivisie      | 7          | 0          | 2     | 0     | 3             | 0             | 4       | 0       | 16     | 0      |
| 2013/14         | FC Twente       | Eredivisie      | 0          | 0          | 0     | 0     | 0             | 0             | 0       | 0       | 0      | 0      |
| Carrière totaal | Carrière totaal | Carrière totaal | 562        | 0          | 66    | 0     | 49            | 0             | 19      | 0       | 696    | 0      |

## Publicatie
- Eijsink, Gijs (2014). Sander Boschker, bekerheld, recordman, clubicoon